# Diaz der Stierkämpfer
Diaz der Stierkämpfer (spanischer Originaltitel: ¡Ora Ponciano!) ist ein mexikanischer Film aus dem Jahr 1937. Regie bei der melodramatischen Filmbiographie mit Western-Elementen führte Gabriel Soria.
Ponciano Díaz, gespielt von Jesús Solórzano, und Rosario, Consuelo Frank, sind seit Kindertagen ineinander verliebt, obwohl beide in verschiedenen Welten zu Hause sind: Rosarios Vater ist ein reicher Landbesitzer, während Poncianos Vater bloß ein einfacher Bauer ist. Als die beiden erwachsen sind rettet Ponciano seine Geliebte vor einem Stier und beschließt daraufhin Stierkämpfer zu werden. Während Ponciano in dieser Rolle durch das Land tourt, bringt Rosario eine Tochter zur Welt. Ihr Vater zwingt sie dazu, in ein Kloster einzutreten, so dass ihre Mutter das Kind aufzieht. Einige Zeit vergeht bis am Ende des Films Ponciano zurückkehrt, Rosario aus dem Kloster befreit und schließlich heiratet.

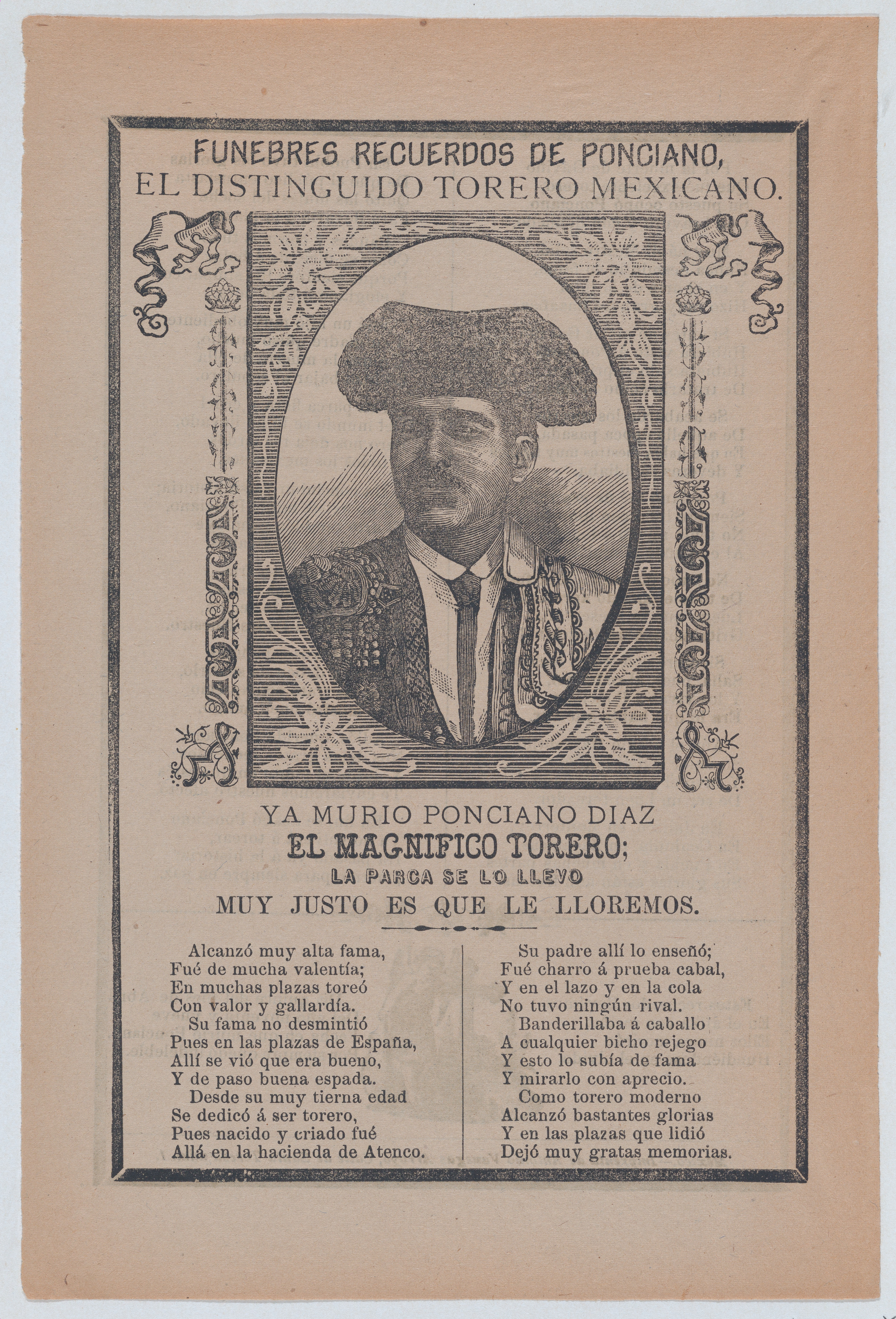
Zeitungsmeldung zum Tod von Ponciano Diaz

Der Film Diaz der Stierkämpfer beruht auf Ponciano Díaz (1858–1897), der Ende des 19. Jahrhunderts ein bekannter Stierkämpfer seiner Heimat war. Sein Privatleben dürfte jedoch weit weniger melodramatisch gewesen sein, als es der Film zeigt. Der Hauptdarsteller Jesús Solórzano war ebenfalls ein Stierkämpfer. Produziert wurde der Film von Gabriel Soria mit seiner Produktionsfirma Producciones Soria. In Mexiko, wo der Streifen am 16. April 1937 seine Premiere erlebte, vertrieb ihn Columbia Pictures Mexico; im Dezember 1937 brachte ihn Cinexport Distributing in Originalsprache in den Vereinigten Staaten ins Kino, und im August 1941 gelangte das Werk in die Lichtspielhäuser des Dritten Reiches.